# Denis Zmeu
Denis Zmeu (* 8. Mai 1985 in Kischinjow, Moldauische SSR, Sowjetunion) ist ein ehemaliger moldauischer Fußballspieler. Er bestritt insgesamt 91 Spiele in der moldauischen Divizia Națională und der rumänischen Liga 1.

## Karriere
Die Karriere Zmeus begann im Jahr 2003 bei Zimbru Chișinău. Dort kam er in der moldauischen Divizia Națională nur selten zum Einsatz und spielte meist in der zweiten Mannschaft Zimbrus eine Liga tiefer. Dort gelang ihm in der Saison 2005/06 mit 17 Toren in 18 Spielen der Durchbruch. Anfang 2007 verpflichtete der rumänische Erstligist FC Vaslui Zmeu. Dort kam er über die Rolle des Ergänzungsspielers nicht hinaus und konnte seinen Platz im Team nur selten über einen längeren Zeitraum behaupten. Mit dem Einzug ins rumänische Pokalfinale 2010 und der Vizemeisterschaft 2012 feierte er seine größten Erfolge, ein Titelgewinn blieb ihm jedoch verwehrt. Nachdem er in der Saison 2012/13 nicht mehr berücksichtigt worden war, beendete er im Sommer 2012 seine Karriere.

## Nationalmannschaft
Zmeu bestritt zwischen 2007 und 2011 insgesamt 20 Spiele für die moldauische Nationalmannschaft und erzielte dabei ein Tor.